# 三浦亞沙妃
三浦亞沙妃（日语：三浦亜沙妃、みうら あさひ，1978年2月22日—，本名惠志織），日本的AV女優。出道於日本神奈川縣。身高：167公分。三圍：B85・W58・H86。

## 略歴
- 2006年推出AV出道作品『First Impression 10』。
- 2008年，因違反大麻取締法（查獲持有大麻）被捕。

## 出演

### AV作品
2006年
- First Impression 10 三浦亜沙妃 (3月1日、アイデアポケット)
- DANCING FUCKER 三浦亜沙妃 (4月1日、アイデアポケット)
- ANGEL BEAUTY 三浦亜沙妃 (5月1日、アイデアポケット)

## 外部連結
- MAXING 女優介紹 三浦亞沙妃（页面存档备份，存于）